# Ferdinando Taverna

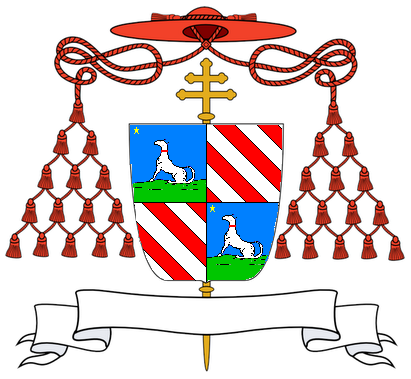
Kardinalswappen von Ferdinando Taverna (schematische Darstellung)

Ferdinando Taverna (* 1558 in Mailand; † 29. August 1619 in Novara) war ein italienischer römisch-katholischer Kardinal und Bischof von Novara.

## Leben und Wirken

### Herkunft und Ausbildung
Taverna stammte aus einer  Patrizierfamilie. Sein Vater war der Mailänder Senator Palatino Cesare Taverna, Graf von Landriano. Seine Mutter war Antonia Beccaria. Ferdinando Taverna studierte kanonisches Recht und Zivilrecht am Collegio d'Avocati in Mailand. Er promovierte in utroque iure. Das Studium schloss er als Magister ab. Er siedelte auf Anregung seines Onkels Lodovico Taverna, Bischof von Lodi und Gouverneur von Rom, nach Rom über und begann 1588 als  Referendar der Gerichtshöfe der Apostolischen Signatur.

### Im Dienst der Kirche
Danach folgte ein steiler Aufstieg im Dienst der Kirche. Er wurde zum Gouverneur mehrerer Kirchenstädte: Viterbo (1588 bis 1591), Città di Castello (1591 bis 1595) und Fermo (Vizegouverneur 1595 bis 1596). Ab 1594 arbeitete er als Konsultor für die Inquisition.
Taverna ging 1596 für die Kirche als Kollektor nach Portugal. Ein Jahr später wurden seine Kompetenzen auf die Kolonien ausgeweitet und es wurde ihm der Titel eines Nuntius verliehen. 1598 kehrte er wegen Familienangelegenheiten nach Rom zurück.
1599 wurde Taverna Gouverneur von Rom. Er übte dieses Amt bis 1604 aus.

### Ermittler im Mordfall Santacroce
Mit seinen Ermittlungen im Mordfall Santacroce erwarb sich Taverna die Gunst des mächtigen Kardinalnepoten Pietro Aldobrandini. 1599 hatte Paolo Santacroce seine Mutter ermordet und war hingerichtet worden. Dessen Bruder Onofrio Santacroce machte sich den Kardinal Pietro Aldobrandini zum Feind. Den zeitgenössischen Berichten zufolge hatte Pietro Aldobrandini einer bekannten römischen Kurtisane einen wertvollen Ring geschenkt. Die Kurtisane überließ den Ring ihrem Liebhaber Onofrio Santacroce. Dieser war so eitel, den Ring bei jeder Gelegenheit zu tragen, auch bei einer Audienz bei Kardinal Aldobrandini. Als dieser den ihm nur zu gut bekannten Ring am Finger Santacroces sah, soll er danach getrachtet haben, den Nebenbuhler beseitigen zu lassen. Der Mord an der Mutter Santacroces bot dazu Gelegenheit. Kardinal Aldobrandini übertrug die weiteren Ermittlungen Taverna. Dieser brachte mit zweifelhaften Verhörmethoden Santacroce dazu, das Geständnis abzulegen, er habe seinen Bruder Paolo zum Mord an der Mutter angestiftet. Santacroce wurde hingerichtet.

„Taverna dagegen [konnte] sich bei der nächsten Kardinalskreation im März 1604 über die Verleihung des roten Hutes freuen [...] - was er in solchem Maße tat, dass er ohnmächtig wurde, als man ihm die Nachricht von seiner Ernennung überbrachte - und der römische Volksmund Gelegenheit zu geistreichem Spott hatte: Taverna habe sich sein rotes Kardinalsbirett mit dem Blut Santacroces selbst eingefärbt.“

### Kardinal und Bischof von Novara
Im Konsistorium vom 9. Juni 1604 erhob Papst Clemens VIII. Ferdinando Taverna zum Kardinalat und übertrug ihm als Kardinalpriester kurz darauf die Titelkirche Sant’Eusebio. Die Kardinalswürde bekam er auf Veranlassung von Kardinal Pietro Aldobrandini. 1604 wurde Kardinal Taverna Legat in der Provinz Marken und Gouverneur von Ascoli, beide Ämter übte er bis 1606 aus.
Taverna nahm an dem ersten Konklave von 1605 teil, auf welchem Papst Leo XI. gewählt wurde, und an dem zweiten Konklave im selben Jahr, aus welchem Paul V. als neuer Papst hervorging. Von 1605 bis 1611 war er Mitglied der Inquisitionis Congregatio. 1606 bis 1608 war er Protektor der Kanoniker von San Giorgio in Alga. Ab 1611 war er Protektor der Congregatio S. Mariae de Sturla Genova.
1605 beauftragte Taverna die Errichtung der Villa Parisi, die er 1614 an Kardinalnepot Scipione Caffarelli Borghese verkaufte. Von 1613 bis 1614 war er Eigentümer der Villa Grazioli.
Am 16. November 1615 wurde er Bischof von Novara. 1616 nahm er gemeinsam mit den Kardinälen Robert Bellarmin, Agostino Galamani, Giovanni Battista Bonsi und Felice Centini an einem Gespräch mit Galileo Galilei teil. Die Kardinäle ließen sich von Galileo über die Lehren des Nikolaus Kopernikus informieren.
Ferdinando Taverna starb in Novara und wurde dort 1619 in der Kathedrale beigesetzt.